# Rugby a 15 nel 1922

## Attività Internazionale
Sistema di punteggio:  meta = 3 punti, Trasformazione=2 punti. Punizione e calcio da mark=  3 punti. drop = 4 punti. 

### Tornei per nazioni
|  | Cinque nazioni | Galles |

### I Tour
- La selezione di Giocatori Maori di rugby a 15, eredi del “Natives” che girarono l'Europa del 1888-89, visitano l'Australia, dopo 12 anni.

Conquistano la serie contro New South Wales grazie a due vittorie e un pareggio.
- Gli All Blacks sono impegnati in un tour in patria e nel Nuovo Galles del Sud con due successi e una sconfitta con la selezione australiana.

- Al termine dei rispettivi tour le due squadre si affrontano. Vinceranno gli All Blacks per 21-14

## Barbarians
Il club ad inviti dei Barbarians disputa i seguenti incontri:
| Cardiff 15 aprile 1922 | Cardiff RFC | 28 – 3 | Barbarians | Arms Park |

| Swansea 17 aprile 1922 | Swansea RFC | 0 – 0 | Barbarians | (Saint Helen's) |

| Newport 18 aprile 1922 | Newport RFC | 15 – 6 | Barbarians | (Rodney Parade) |

| Leicester 27 dicembre 1922 | Leicester Tigers | 3 – 3 | Barbarians | (Welford Road) |

## Campionati nazionali
| Argentina            | Campionato di Buenos Aires | Club Atlético de San Isidro   |
| Francia              | Campionato                 | Stade Toulousain              |
| Nuovo Galles del Sud | Shute Shield               | Mainly                        |
| Nuova Zelanda        | Ranfurly Shield            | Wellington detentore 1921-22  |
|                      |                            | Hawke's Bay detentore 1922-27 |
| Romania              | Campionato                 | TC Roman                      |
| Sudafrica            | Currie Cup:                | Transvaal                     |